# Cartier Island
Cartier Island – niezamieszkana piaszczysta wyspa na Oceanie Indyjskim, wchodząca w skład australijskiego terytorium zależnego Wyspy Ashmore i Cartiera. Ma około 0,4 ha powierzchni.
Wyspa znajduje się na granicy szelfu Sahul, około 70 km na południowy wschód od Ashmore Reef. Od wybrzeża Australii dzieli ją około 300 km, a od indonezyjskiej wyspy Roti około 200 km.

## Historia
Wyspa stała się własnością brytyjską w 1911 roku. W 1931 roku przeszła pod zarząd Australii. Podczas II wojny światowej i przez następne 40 lat była wykorzystywana przez lotnictwo jako obszar ćwiczebnych bombardowań.
Wody wokół wyspy były często wykorzystywane przez indonezyjskich rybaków do połowów (od marca do listopada). Były one zwykle nadzorowane przez australijskich urzędników. W 2000 roku wyspa wraz z okolicznymi wodami została uznana za park morski i objęta ochroną. W 2003 roku władze całkiem zamknęły wody wokół wyspy dla jednostek pływających (również turystycznych) na okres 7 lat ze względu na zbyt duże wyeksploatowanie niektórych gatunków ryb, a także by móc przeszukać wody pod kątem niewybuchów.